# Hécatée de Milet
Pour les articles homonymes, voir Hécatée.
Hécatée de Milet (en grec ancien : Ἑκαταῖος / Hekataïos) dit « le Logographe » (né à Milet vers 550 av. J.-C., mort vers 475 av. J.-C.) est un historien et géographe grec, fils d'Hégésandre ; Anaximandre et lui sont les premiers savants à avoir cartographié le monde vu par les Grecs. Hécatée se serait inspiré du dessin d'Anaximandre pour en produire un plus précis. Strabon considère Anaximandre et Hécatée comme les deux premiers géographes après Homère : « Ce qui a été dit doit suffire à établir qu'Homère a été le père fondateur de la géographie en tant que science. Les successeurs qu'il a eus dans cette science étaient des hommes d'un mérite éminent et familiarisés avec les études philosophiques : les deux qu'Ératosthène nomme immédiatement après Homère sont Anaximandre, qui fut le disciple et compatriote de Thalès, et Hécatée de Milet ».

## Biographie
Auteur ionien, il est l’un des premiers logographes. Il aurait dessiné l’une des toutes premières cartes du monde, représenté de façon circulaire, la Méditerranée étant située au centre des terres entourées de toutes parts de l’eau d'un fleuve qu’il avait appelé « Océan ». Après de longs voyages en Égypte et en Asie mineure, il s'opposa au soulèvement des cités d'Ionie mené par Aristagoras ; lorsque ce dernier, pourtant, en appela aux cités d'Hellade, Hécatée confirma à Athènes que Darius Ier avait envahi l’Anatolie et s'apprêtait à envahir les cités grecques d'Ionie ;  mais les Athéniens ne firent rien. Après la déroute d'Aristagoras et sa fuite en 497 av. J.-C., au lieu de perdre courage ou de ressentir une joie maligne de cet échec qui confirmait ses prises de position, il tâcha de relever les esprits abattus par des conseils vigoureux. Quand enfin, en 494 av. J.-C., les cités d'Ionie, défaites, durent déférer aux termes d'une capitulation, il mena la délégation grecque envoyée auprès du satrape Artapherne, qu'il persuada de rétablir les constitutions des cités vaincues.

## Œuvre

Reconstitution hypothétique de la carte du monde d'Hécatée,.

Hécatée écrit une Périégèse (Περίοδος Γῆς / Períodos Gễs ou Περιήγησις / Periêgêsis), littéralement un « tour de la terre », un parcours intellectuel autour de la Méditerranée, permettant de visiter les trois continents de l’Œkoumène : la Libye, l’Europe et l’Asie. Le texte en est presque entièrement perdu (ne subsistent qu'environ 300 fragments, cités par Étienne de Byzance). La méthode d’Hécatée consiste à décrire d’abord le littoral, puis à s'enfoncer dans les terres jusqu’aux confins du monde habité. Il rassemble les légendes locales et consigne ses commentaires sur la faune et la flore locales, les habitants et les mœurs. Son projet semble avoir été une mise en ordre des lieux et des peuples du monde, utilisant la carte d’Anaximandre pour organiser les relations des voyageurs et intégrer les segments de parcours dans un cercle idéal. Selon Porphyre de Tyr, le second livre des Enquêtes d'Hérodote doit beaucoup à Hécatée. 
Hécatée rédige également des Généalogies (Γενεαλογίαι / Genealogíaï) des divinités et héros grecs, qui sont le premier essai de critique historique et la première tentative pour émanciper l’histoire des mythes et de la poésie. La première phrase du recueil déclare :

« Ce que j'écris est ce que je considère comme vrai ; car les traditions des Hellènes sont multiples et, à mon sens, ridicules »

— Hécatée de Milet
Toutefois, le résultat n'est pas à la hauteur de son ambition. En effet, il se contente le plus souvent d’historiciser les mythes, ou d’en fournir une version qu'il juge plus vraisemblable. Ainsi, il juge exagéré le nombre de fils attribués depuis Eschyle (Les Suppliantes) au roi Égyptos — cinquante —, mais se contente de le réduire à vingt. Il est cependant le premier à établir une véritable chronologie de l'époque héroïque. Seuls 35 fragments des Généalogies subsistent.